# Коилин
Коилин — белок, который у человека кодируется геном COIL. Он получил своё название из-за своей свёрнутой в кольцо формы англ. coiled, которую он принимает в тельце Кахаля. Впервые его удалось обнаружить используя человеческую аутоиммунную сыворотку. У этого гена есть псевдогены на хромосомах 4 и 14.
Коилин — один из главных компонентов телец Кахаля (ТК). Это небольшие ядерные органеллы варьирующей численности и состава, которые участвуют в процессинге малых ядерных и малых ядрышковых РНК. В дополнение к своей структурной роли, коилин ведёт себя как клей, присоединяя тельце Кахаля к ядрышку. N-конец коилина отвечает за его само-олигомеризацию, в то время как C-конец влияет на количество и сборку ядерных телец, которые присутствуют в клетке. Такие модификации как метилирование и фосфорилирование, вероятно, влияют на локализацию коилина внутри ядерных телец, а также на их состав и процесс сборки телец Кахаля.
Для исследования телец Кахаля, коилин часто сливают с GFP (Зелёный флуоресцентный белок). Полученный гибридный белок коилин-GFP можно использовать для определения местоположения ТК методом флуоресцентной микроскопии. Обычно они располагаются рядом с ядрышком. К другим компонентам, которые входят в состав тельца Кахаля, относятся малые ядерные рибонуклеопротеины (мяРНП) и малые ядрышковые РНК (мякРНК).

## Взаимодействия
Коилин взаимодействует со следующими белками:
- Атаксин 1[7][8],
- Ядерный фосфопротеин p130[9]
- SMN1[10][11],
- SNRPB[11].